# Tympanophora pellucida
Tympanophora pellucida är en insektsart som beskrevs av White, A. 1841. Tympanophora pellucida ingår i släktet Tympanophora och familjen vårtbitare. Inga underarter finns listade i Catalogue of Life.